# Océane Babel
Océane Babel (Parijs, 26 februari 2004) is een tennisspeelster uit Frankrijk. Babel begon op vijfjarige leeftijd met het spelen van tennis. Haar favoriete ondergrond is gravel. Zij speelt linkshandig en heeft een tweehandige backhand.

## Loopbaan
In 2021 kreeg Babel een wildcard voor Roland Garros en speelde daarmee haar eerste grandslampartij. Later dat jaar won zij haar eerste ITF-titel, op het dubbelspeltoernooi van Amarante (Portugal) samen met landgenote Lucie Nguyen Tan.

## Posities op deWTA-ranglijst
Positie per einde seizoen:
| jaar | rang enkelspel | rang dubbelspel |
| ---- | -------------- | --------------- |
| 2020 | 1154           | –               |
| 2021 | 902            | 883             |
| 2022 | 448            | 492             |

## Resultaten grandslamtoernooien
| Legenda | Legenda                          |
| ------- | -------------------------------- |
| g.t.    | geen toernooi gehouden           |
| l.c.    | lagere categorie                 |
| –       | niet deelgenomen                 |
| G       | uitgeschakeld in de groepsfase   |
| 1R      | uitgeschakeld in de eerste ronde |
| 2R      | uitgeschakeld in de tweede ronde |
| 3R      | uitgeschakeld in de derde ronde  |
| 4R      | uitgeschakeld in de vierde ronde |
| KF      | uitgeschakeld in de kwartfinale  |
| HF      | uitgeschakeld in de halve finale |
| F       | de finale verloren               |
| W       | het toernooi gewonnen            |
| w-v     | winst/verlies-balans             |

### Enkelspel
| toernooi        | 2021 |
| --------------- | ---- |
| Australian Open | –    |
| Roland Garros   | 1R   |
| Wimbledon       | –    |
| US Open         | –    |